# 金氏䱀
金氏䱀（学名：Liobagrus kingi）为輻鰭魚綱鯰形目钝头鮠科䱀属的鱼类，是中国的特有物种，被IUCN列為瀕危保育類動物。分布于长江上游水系等，體長可達9.5公分。该物种的模式产地在云南晋宁。